# Liriomyza flavalis
Liriomyza flavalis är en tvåvingeart som beskrevs av Spencer 1959. Liriomyza flavalis ingår i släktet Liriomyza och familjen minerarflugor. Inga underarter finns listade i Catalogue of Life.